# Kenya Moore
Kenya Summer Moore (Detroit, 24 gennaio 1971) è una modella e attrice statunitense, eletta nel 1993 Miss USA.

## Carriera
Principalmente nota per i suoi ruolo nei film Waiting to Exhale, Deliver Us from Eva ed il thriller del 2007 Il nome del mio assassino, al fianco di Lindsay Lohan, Kenya Moore è stata Miss Michigan 1993 e Miss USA 1993 ed in seguito ha partecipato anche a Miss Universo 1993. Fra gli altri ruoli per il quale la Moore è ricordata si possono citare anche Trois al fianco di Gretchen Palmer, che diventò uno dei maggiori incassi del cinema afro-americano del 2000.
Come modella Kenya Moore è ritratta sulle copertine di importanti riviste come Glamour, Seventeen, Ebony e Essence. È inoltre comparsa in diversi videoclip come Sweet Dreams di Nas e Money Ain't a Thang di Jay-Z e Jermaine Dupri.
Nel 2007 ha pubblicato il suo primo libro Game, Get Some!.